# Vít Závodský
Vít Závodský (* 11. února 1943 Třebíč) je teatrolog, publicista, divadelní kritik. Je synem teatrologa, literárního vědce a univerzitního profesora Artura Závodského.

## Život a dílo
V letech 1960-1965 studoval češtinu, ruštinu a divadelní vědu na Filozofické fakultě Univerzity Jana Evangelisty Purkyně v Brně (UJEP), dnešní Masarykově univerzitě, v roce 1973 obhájil titul PhDr.V letech 1974-1976 absolvoval postgraduální studium na téže fakultě.
Od roku 1966 působil nepřetržitě déle než 40 let jako pedagog na Střední knihovnické škole, po změně názvu školy na Vyšší odborné škole a Střední odborné školy informačních a knihovnických služeb v Brně, kde vyučoval český jazyk a literaturu, ruštinu a divadelní vědy. Po roce 1968 byl perzekvován, po převratu v roce 1989 se dočkal oficiální rehabilitace. V 90. letech učil externě také na Divadelní fakultě Janáčkovy akademie múzických umění. V roce 2007 ukončil pedagogickou dráhu a odešel do penze.
Od 60. let se pohybuje v oblastech profesionálního i amatérského divadla, slovesných oborů zájmové umělecké činnosti, píše recenze divadelních her, publikuje studie, medailonky v denním tisku i v odborných periodikách, spolupracuje s Českým rozhlasem.
Věnuje se amatérskému divadlu jako porotce či účastník různých soutěží a přehlídek amatérského divadla. Pravidelně se účastní festivalů jako jsou Jiráskův Hronov, Moravský festival poezie, Wolkrův Prostějov, Pohárek SČDO, Divadelní Hobblík nebo Divadelní Kojetín. Mapuje historii amatérského divadla a věnuje se vzdělávání v oboru amatérského divadelnictví, je autorem díla Přehledné dějiny divadla.
Působí jako člen výboru v Klubu přátel Mahenovy činohry, jako člen výboru ve Společnosti Jiřího Mahena a ve Sdružení českých divadelních kritiků.. Spolupracuje se Svazem českých divadelních ochotníků a s NIPOS-Artama v Praze, je členem Association internationale des critiques de théâtre při UNESCO.

## Ocenění
V roce 2008 získal od Svazu českých divadelních ochotníků Zlatý odznak J. K. Tyla , za rok 2014 získal Cenu města Brna.